# Herrlingen
Herrlingen is een plaats in de Duitse gemeente Blaustein, deelstaat Baden-Württemberg, en telt tezamen met Weidach 3.222 inwoners (begin 2007).
Herrlingen ligt op een hoogte van 500 meter aan de plek waar de Kleine Lauter in de Blau uitmondt.

## Geschiedenis
In de elfde of twaalfde eeuw werd de Burg Horningen (later Burg Oberherrlingen genoemd) gebouwd, waaruit het plaatsje Herrlingen is voortgekomen. In 1588 werd deze burcht in opdracht van de Herren von Bernhausen omgevormd tot een slot in renaissancestijl en kreeg de naam Schloss Oberherrlingen. Zij maakten vervolgens dit slot tot hun blijvende residentie.
Vanwege een gemeentelijke herindeling verloor Herrlingen ondanks hevig verzet in 1975 haar zelfstandigheid en werd opgenomen in de in 1968 nieuw gestichte gemeente Blaustein.

## Bekende inwoner
- Anna Essinger (1879-1960), pedagoge van Joodse komaf (had van 1926 tot 1938 een internaat in Herrlingen)
- Erwin Rommel (1891-1944), generaal en veldmaarschalk
- Manfred Rommel (1928-2013), ambtenaar en politicus (zoon van Erwin Rommel)